# قورمه به
قورمه به نام یکی از غذاهای آذربایجانی  است که برای تهیه آن به گوشت راسته چربی دار، لپه، آبلیمو و شکر و زعفران احتیاج است(از سرکه هم می‌توان به جای آبلیمو استفاده کرد.).
ابتدا گوشت را به اندازه گردو خرد می‌کنیم و در روغن تفت میدهیم. وقتی کمی رنگ گوشت تغییر کرد، کمی آب میریزیم و میگذاریم تا بپزد. در حین پخت گوشت، در ظرفی دیگر کمی پیاز داغ درست کرده، به‌ها را که به اندازه فندق خرد کرده‌ایم به آن اضافه نموده و کمی تفت میدهیم و کنار میگذاریم. زمانی که گوشت نیم پز شد، پیاز و به را به آن اضافه می‌کنیم و میگذاریم تا با حرارت ملایم جا بیفتد. به‌ها نباید له شود. نیم ساعت آخر دارچین و زعفران اضافه نموده و آبلیمو یا سرکه و کمی شکر میزنیم تا خورش ملس شود (اگر شکر قهوه ای مازندرانی در دسترس داشتید از آن استفاده کنید، حتماً نتیجه بهتری میگیرید).